# Gouvernance d'Internet
La gouvernance d'Internet (ou plus proprement, la gouvernance de l'internet)  est l'élaboration et l'application conjointes, par les États, le secteur privé, la société civile et les organisations internationales, dans le cadre de leurs rôles respectifs, de principes, normes, règles, procédures de prise de décision et programmes propres à façonner l'évolution et l'usage de l'Internet (selon la définition donnée par le groupe de travail sur la gouvernance d'Internet du Sommet mondial sur la société de l'information).
La gouvernance de l'Internet, qui s'étend à toute norme juridique ou technique prise à l'égard de l'Internet, se distingue du e-gouvernement, ou administration électronique, qui couvre l'usage que font les gouvernements des technologies de l'information et de la communication pour remplir leurs fonctions. Toutefois, l'administration électronique ne peut se passer de telles normes.
Les réglementations et l'organisation de la gouvernance de l'Internet font l'objet de divers débats entre les parties prenantes du Net, où se confrontent des visions différentes sur la manière de faciliter la libre communication des idées et des connaissances.

## Organisation mondiale

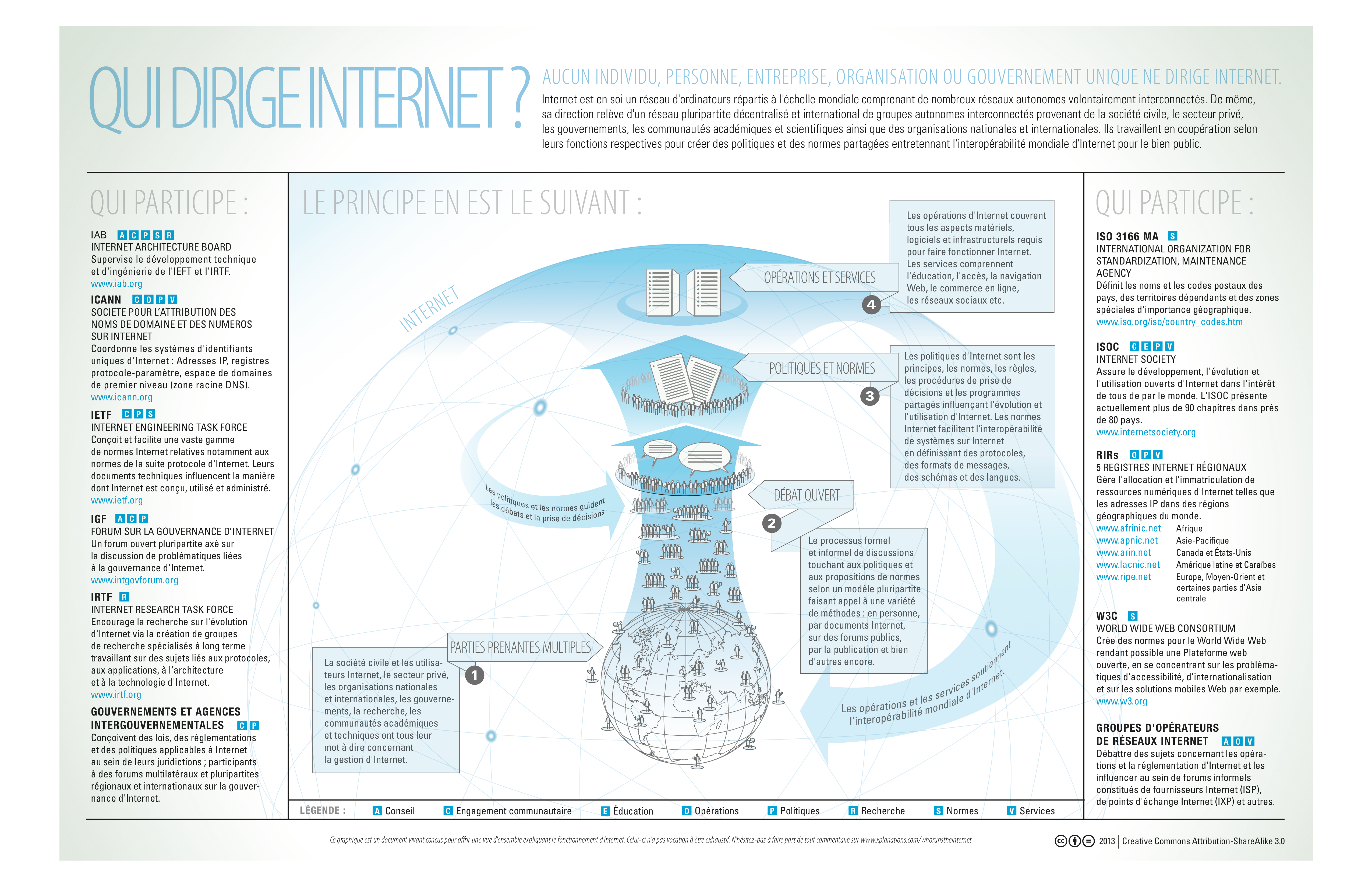
« Qui dirige Internet ? », graphique visant à présenter une vue d'ensemble du fonctionnement de l'Internet.

### Historique
En 1979, l'Internet Configuration Control Board a été fondé par la DARPA pour superviser le développement du réseau. 
En 1984, il a été renommé Internet Advisory Board (IAB), 
pour devenir en 1986 l'Internet Activities Board et enfin 
l'Internet Architecture Board en 1992. 
L'Internet Engineering Task Force (IETF) a été formé en 1986 par le gouvernement des États-Unis pour développer et promouvoir les standards de l'Internet. Il se composait initialement de chercheurs, mais à la fin de l'année la participation était ouverte à de nouveaux arrivants, et son activité fut très largement portée par le développement de la messagerie électronique. Son paradigme normatif (partagé avec l'IEEE, l'IAB et le W3C) est décrit par la RFC 6852.
Depuis la naissance du réseau jusqu'à sa mort en 1998, Jon Postel a supervisé l'allocation des adresses et d'autres numérotages et assignations de protocole Internet, en sa qualité de directeur de la division des réseaux informatiques de l'Information Sciences Institute (ISI) de l'université du Sud de la Californie et sous contrat avec le département américain de la Défense (DoD). Ce rôle fut ensuite connu sous le nom d'Internet Assigned Numbers Authority (IANA), et comme il s'était étendu pour inclure la gestion des serveurs racines de tout le Domain Name System, une petite organisation prit forme. Jon Postel remplit aussi des fonctions d'éditeur de Request for Comments (RFC).

### Organisations et responsabilités
- Internet Corporation for Assigned Names and Numbers (ICANN) : attribution des adresses IP et des noms de domaines.
- Internet Engineering Task Force (IETF) : développement et promotion des standards de communication.
- Internet Society (ISOC) : promotion du développement, de l'évolution et de l'usage de l'Internet.

### Sommets mondiaux
Depuis 2003, la gouvernance de l'Internet est débattue à travers les sommets mondiaux sur la société de l'information (SMSI). Un premier sommet a eu lieu à Genève en 2003, un second à Tunis en 2005. 
Le premier Forum sur la gouvernance de l'Internet (FGI) a eu lieu à Athènes du 30 octobre au 2 novembre 2006. Les questions relatives à l'allocation des adresses IP et des noms de domaines ont été largement abordées. Depuis ce forum est organisé tous les ans sous la tutelle des Nations unies.
En 2017, le Palais de Nations de l'ONU à Genève accueille le 11e forum qui met en avant la régulation du cyberespace. En 2018, le Forum sur la gouvernance de l'Internet s'est déroulé au siège de l’UNESCO à Paris. Il a eu pour thème « Internet of Trust » (Internet de confiance).

## Principaux aspects

### Attribution des adresses IP
Jusqu'au début des années 1990, l'IANA attribue les blocs d'adresses aux utilisateurs finaux, généralement de grandes entreprises ou des universités. À partir du début des années 1990 se forment les registres Internet régionaux (RIR) qui attribuent les adresses dans leur zone de service, généralement un continent :
- Réseaux IP européens - Network Coordination Centre (RIPE NCC), pour l'Europe, le Moyen-Orient et l'Asie centrale (1992),
- Asia-Pacific Network Information Centre (APNIC), pour l'Asie et la région Pacifique (1993),
- American Registry for Internet Numbers (ARIN), pour l'Amérique du Nord (1997),
- Latin America and Caribbean Network Information Centre (LACNIC), pour l'Amérique latine et la région des Caraïbes (2002),
- African Network Information Centre (AfriNIC), pour l'Afrique (2005).

### Définition des noms de domaine
L'organisation présentée comme la structure régulant le DNS est la société de droit californien à but non lucratif dénommée Internet Corporation for Assigned Names and Numbers (ICANN).
C'est le 18 septembre 1998 que la responsabilité de l'allocation des noms de domaines et des adresses IP a été transférée à l'ICANN, sous le contrôle du NTIA (agence des télécommunications du département du Commerce des États-Unis). Ce contrôle a été levé le 1er octobre 2016.

### Gestion des accès aux ressources informatiques
La gestion des accès Internet aux ressources informatiques de type fichiers classiques ou bases de données s'est d'abord faite avec les adresses des serveurs et des stations de travail (numéros IP dans le réseau informatique). Mais la multiplication à grande échelle à travers le monde des échanges de données électroniques et l'utilisation de ressources informatiques très diversifiées (documents électroniques, textes, images, sons…) posent plusieurs questions :
- les droits d'accès à ces ressources par rapport à la propriété intellectuelle,
- les critères de recherche d'information employés pour y accéder (moteurs de recherche…),
- les gains ou les pertes économiques liés à la détention ou non des informations sensibles sur le savoir-faire des entreprises (réputation, actifs immatériels…).

L'organisation de l'innovation dans des communautés de pratique composées d'organismes différents, comme dans les pôles de compétitivité qui allient entreprises, centres d'étude et de recherche et universités, transcende les frontières classiques des entreprises. La protection des données sensibles, du point de vue technique, financier et juridique, ne peut plus être assurée par les procédés classiques de sécurité informatique.
La manière dont beaucoup d'organisations internationales, surtout aux États-Unis, mais également au Japon (photographie) et dans une moindre mesure dans l'Union européenne, abordent cette question, est d'associer des métadonnées aux ressources numériques afin d'en faciliter l'accès, mais aussi de protéger les droits d'auteur. Les métadonnées conditionnent l'interopérabilité entre les ressources informatiques. Elles interviennent dans les recherches d'informations par les moteurs de recherche et dans la gestion des règles métier.

### Gestion des langues
La gestion des langues est une partie de la gouvernance d'Internet. La langue est en effet, dans les référentiels de mots-clés, l'un des paramètres qui participent à la structuration des informations en rapport avec des communautés d'intérêt. C'est, par exemple, l'un des quinze éléments de description génériques retenus dans le Dublin Core.

### Gestion de la consommation énergétique et des impacts environnementaux

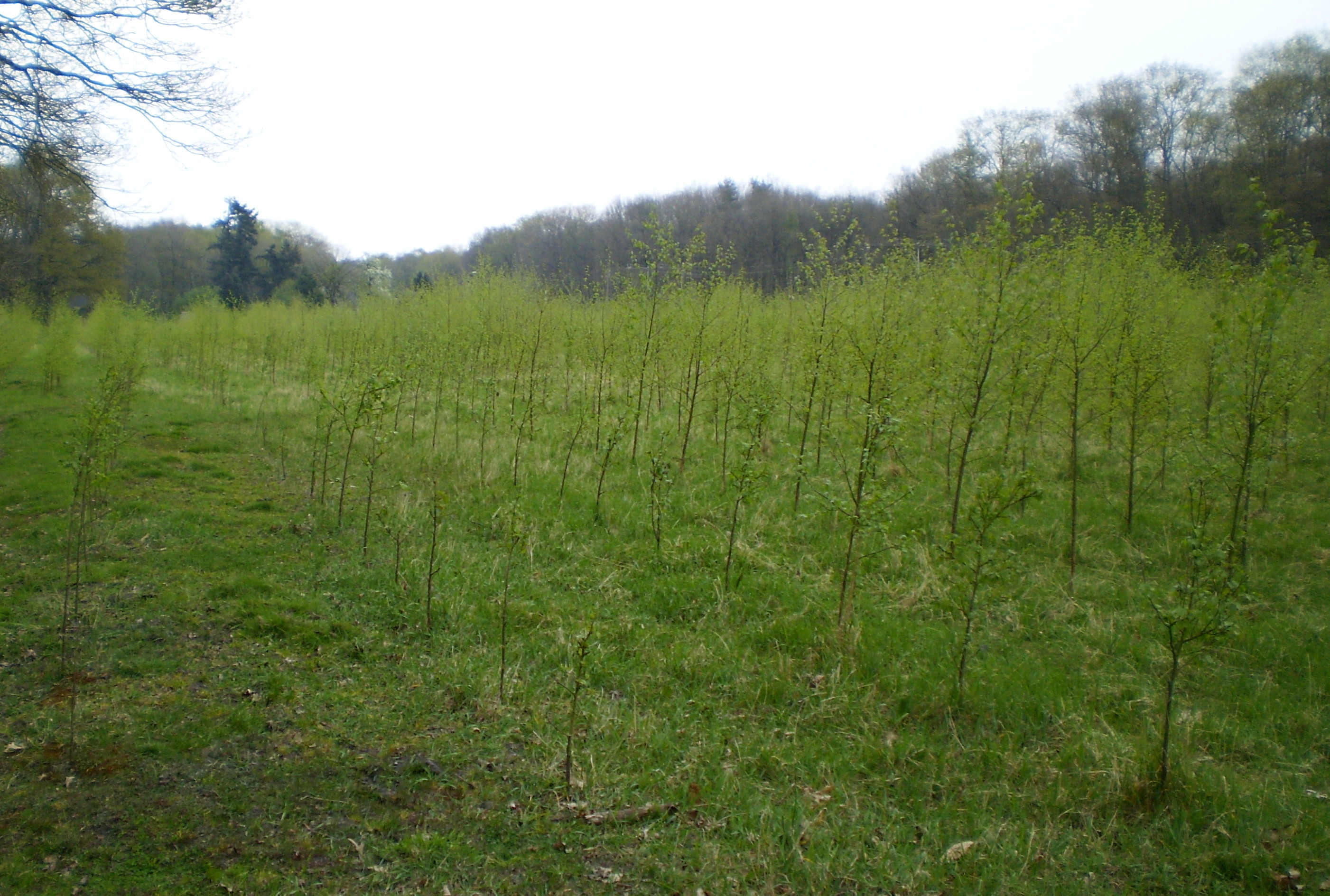
Première « forêt-Internet » néerlandaise, plantée en 2008.

Internet permet théoriquement des économies de transport et de papier, mais est dans les faits source d'une consommation croissante d'énergie (électrique essentiellement). Les matériels et supports électroniques sont à faible durée de vie, rarement éco-conçus et consommateurs d'eau et de ressources rares ou précieuses, tout en étant producteurs en fin de vie de déchets toxiques en quantité dispersée. Un des aspects de la gouvernance d'Internet est la production d'un réseau plus sobre en énergie, moins émetteur de gaz à effet de serre et plus respectueux de l'environnement.
L'une des voies empruntées consiste à appliquer à Internet le principe de la compensation carbone. Diverses opérations illustrent cette tendance, comme le boisement de bouleaux (essence à croissance rapide) planté le 22 avril 2008 près d'Apeldoorn, aux Pays-Bas, à l'initiative de Cleanbit, société qui vise à développer l'investissement dans les énergies renouvelables et la compensation des émissions de dioxyde de carbone induites par les serveurs et les sites volontaires. Des actions du même type sont en cours pour les serveurs de la société Computel, en collaboration avec l'ONG Climate Neutral Group, avec 4 400 plants à l'hectare et certification FSC.